# 卡拉什尼夫卡
51°30′32″N 33°40′40″E / 51.50889°N 33.67778°E
卡拉希尼夫卡（烏克蘭語：Калашинівка）是位於烏克蘭東北部的村莊，由蘇梅州科諾托普區的克羅萊韋茨市鎮負責管轄。該村距離扎濟爾基1公里，海拔高度148米，2001年人口61。